# Diga di Nuraghe Arrubiu
La diga di Nuraghe Arrubiu è uno sbarramento artificiale situato nell'omonima località, in territorio di Orroli, città metropolitana di Cagliari.
L'opera, realizzata tra il 1953 e il 1959 su progetto redatto dall'ingegnere Filippo Arredi, venne collaudata nel marzo del 2006. 

La diga è di tipo murario a volta ad arco-gravità; interrompendo il corso del Flumendosa dà origine al lago Basso del Flumendosa; comprese le fondamenta ha un'altezza di 119 metri e sviluppa un coronamento di 316 metri a 270 metri sul livello del mare. 
 
Alla quota di massimo invaso, prevista a quota 269, il bacino generato dalla diga ha una superficie dello specchio liquido di circa 874 ettari, mentre il suo volume totale è calcolato in 316 milioni di metri cubi. La superficie del bacino imbrifero direttamente sotteso risulta di circa 579 chilometri quadrati.
L'impianto, di proprietà della Regione Sardegna, fa parte del sistema idrico multisettoriale regionale ed è gestito dall'Ente acque della Sardegna.